# サラマンカ声明
サラマンカ声明(サラマンカせいめい)、特別なニーズ教育における原則、政策、実践に関するサラマンカ声明とは、1994年6月7日から10日にかけ、スペインのサラマンカにおいてUNESCOとスペイン政府によって開催された「特別ニーズ教育世界会議：アクセスと質」(以後、特別ニーズ教育世界会議)において、6月10日に採択された宣言である。
特別ニーズ教育世界会議には、92か国の政府と25の国際組織から、合計300名以上が出席し、インクルーシブ教育のアプローチの促進と、それに向けた教育の基本政策の転換について討議が行われた。
国際連合が掲げる「万人のための教育(Education for All)」の目標実現にむけ、学校がすべての子どもたち、とりわけ障害児や移民など特別な教育的ニーズをもつ子どもたちに対応していくため、UNESCOをはじめ、その他の国連機関、専門機関、非政府組織、寄金提供機関の代表に加え、教育行政の高官、政策立案者らが出席した。
宣言と同時並行して、「特別なニーズ教育における原則、政策、実践に関するサラマンカ声明ならびに行動の枠組み(Salamanca Statement on principles, Policy and Practice in Special Needs Education and a Framework for Action)」が採択されており、インクルージョンの原則、「万人のための学校」の必要性の認識を表明している。